# ジェイムズ・バブソン
ジェイムズ・バブソン（James Babson、1974年10月24日 - ）は、アメリカ合衆国の俳優。

## 出演作品
- ザ・ワーズ 盗まれた人生
- アルマズ・プロジェクト
- ラスト・ナイツ
- グレイテスト・ショーマン(親指トム将軍の歌声)